# فضای فک

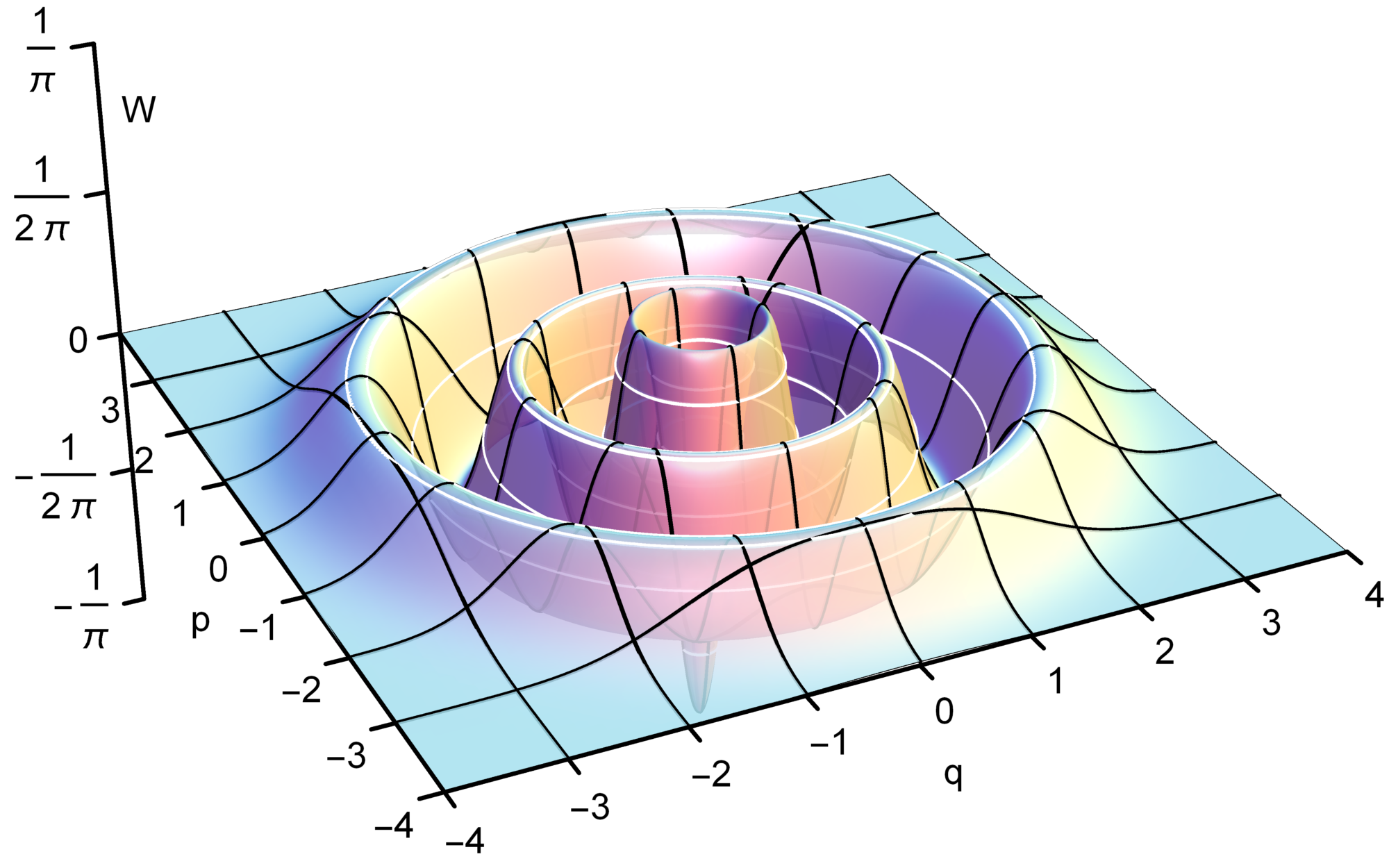
نمایی از طرح‌وارهٔ تابع ویگنر «حالت فوک» با ۵ فوتون

فضای فُک (انگلیسی: Fock space) یک ساختمان جبری است که در مکانیک کوانتومی برای ساختن فضای حالت‌های کوانتومی یک متغیر یا تعداد نامشخصی از ذرات همسان از یک فضای هیلبرت تک‌ذره‌ای به کار برده می‌شود. این فضا پس از انتشار مقاله‌ای در این خصوص توسط ولادیمیر فُک، فضای فک، نام‌گرفته است.

## توصیف
به عبارتی، فضای فُک مجموع فضاهای هیلبرتی است که حالت‌های n ذره را نشان می‌دهد.
{\displaystyle F_{\nu }(H)={\overline {\bigoplus _{n=0}^{\infty }S_{\nu }H^{\otimes n}}}~.}
که در آن {\displaystyle S_{\nu }} عملگری است که بسته به توصیف فضای هیلبرت از ذره مبتنی بر آمار بوز-انیشتینی {\displaystyle (\nu =+)} یا آمار فرمی-دیراکی {\displaystyle (\nu =-)}، یک تانسور را متقارن یا نامتقارن می‌کند.